# Girabola 2012
In 2012 werd het 34ste seizoen gespeeld van de Girabola, de hoogste voetbalklasse van Angola. CDR Libolo werd kampioen.

## Eindstand
| Plaats | Club                               | Wed. | W  | G  | V  | Saldo | Ptn. |
| ------ | ---------------------------------- | ---- | -- | -- | -- | ----- | ---- |
| 1.     | Recreativo do Libolo               | 30   | 19 | 10 | 1  | 51:14 | 67   |
| 2.     | CD Primeiro de Agosto              | 30   | 17 | 7  | 6  | 42:21 | 58   |
| 3.     | Petro Atlético (B)                 | 30   | 14 | 12 | 4  | 42:39 | 61   |
| 4.     | Kabuscorp SC                       | 30   | 14 | 9  | 7  | 43:33 | 60   |
| 5.     | GD Interclube                      | 30   | 13 | 10 | 7  | 36:23 | 49   |
| 6.     | Atlético Sport Aviação             | 30   | 10 | 11 | 9  | 24:22 | 41   |
| 7.     | FC Onze Bravos do Maquis           | 30   | 11 | 7  | 12 | 41:41 | 40   |
| 8.     | Progresso Associação do Sambizanga | 30   | 9  | 13 | 8  | 30:26 | 40   |
| 9.     | Atlético Petróleos Namibe (P)      | 30   | 10 | 7  | 13 | 37:48 | 37   |
| 10.    | CR Caála                           | 30   | 9  | 8  | 13 | 26:31 | 35   |
| 11.    | GD Sagrada Esperança               | 30   | 8  | 10 | 12 | 29:32 | 34   |
| 12.    | Sport Luanda e Benfica             | 30   | 7  | 13 | 10 | 32:37 | 34   |
| 13.    | Santos FC de Angola                | 30   | 9  | 7  | 14 | 41:46 | 34   |
| 14.    | Académica do Kwanda                | 30   | 9  | 5  | 16 | 31:46 | 32   |
| 15.    | SC Petróleos de Cabina             | 30   | 5  | 7  | 18 | 28:61 | 22   |
| 16.    | Nacional de Benguela (P)           | 30   | 4  | 8  | 18 | 24:52 | 20   |

|     | Kampioen     |
|     | Degradatie   |
| (B) | Bekerwinnaar |
| (P) | Promovendus  |

## Internationale wedstrijden
CAF Champions League 2013 

Recreativo do Libolo
| Team #1              | Uitslag | Team #2              | 1e wed | 2e wed |
| -------------------- | ------- | -------------------- | ------ | ------ |
| Simba                | 0-5     | Recreativo do Libolo | 0-1    | 0-4    |
| Recreativo do Libolo | 4-2     | Al-Merreikh          | 2-1    | 2-1    |
| Enugu Rangers        | 1-3     | Recreativo do Libolo | 0-0    | 1-3    |

Groepsfase
| Team                 | AW | W | G | V | DV | DT | DS | Pts |
| -------------------- | -- | - | - | - | -- | -- | -- | --- |
| Espérance de Tunis   | 6  | 5 | 0 | 1 | 9  | 4  | +5 | 15  |
| Coton Sport          | 6  | 2 | 2 | 2 | 5  | 6  | -1 | 8   |
| Séwé Sports          | 6  | 1 | 2 | 3 | 5  | 6  | -1 | 5   |
| Recreativo do Libolo | 6  | 1 | 2 | 3 | 8  | 11 | -3 | 5   |

Primeiro de Agosto
| Team #1            | Uitslag | Team #2                     | 1e wed | 2e wed |
| ------------------ | ------- | --------------------------- | ------ | ------ |
| Primeiro de Agosto | 4-3     | AS Adema                    | 4-2    | 0-1    |
| Primeiro de Agosto | 0-2     | Espérance Sportive de Tunis | 0-1    | 0-1    |

CAF Confederation Cup 2013
| Team #1       | Uitslag | Team #2                  | 1e wed | 2e wed |
| ------------- | ------- | ------------------------ | ------ | ------ |
| Power Dynamos | 1–2     | CR Caála                 | 1-0    | 0-2    |
| CR Caála      | 6–0     | US Bougouni              | 4-0    | 2-0    |
| CR Caála      | 2-7     | Étoile Sportive du Sahel | 1-1    | 1-6    |